# Henri Willems
Henri P. Willems, född 30 september 1899, var en belgisk bobåkare som tävlade under 1920-talet. Han kom trea i fyrmansbob vid olympiska vinterspelen 1924.